# Verrucosa silvae
Verrucosa silvae Lise, Kesster & Silva, 2015 è un ragno appartenente alla famiglia Araneidae.

## Etimologia
Il nome della specie è in onore dell'aracnologa peruviana Diana Silva-Dávila, che raccolse gli esemplari di questa specie dal 21 ottobre al 3 novembre 1987, ad un'altitudine fra 850 e 1150 metri.

## Caratteristiche
L'olotipo femminile rinvenuto ha lunghezza totale è di 8,00mm; la lunghezza del cefalotorace è di 3,25mm; e la larghezza è di 2,50mm.

## Distribuzione
La specie è stata reperita nel Perù settentrionale: l'olotipo femminile è stato rinvenuto lungo il corso dell'Alto Rio Comaina, nella regione di Amazonas.

## Tassonomia
Al 2015 non sono note sottospecie e non sono stati esaminati nuovi esemplari.